# Kapsowar

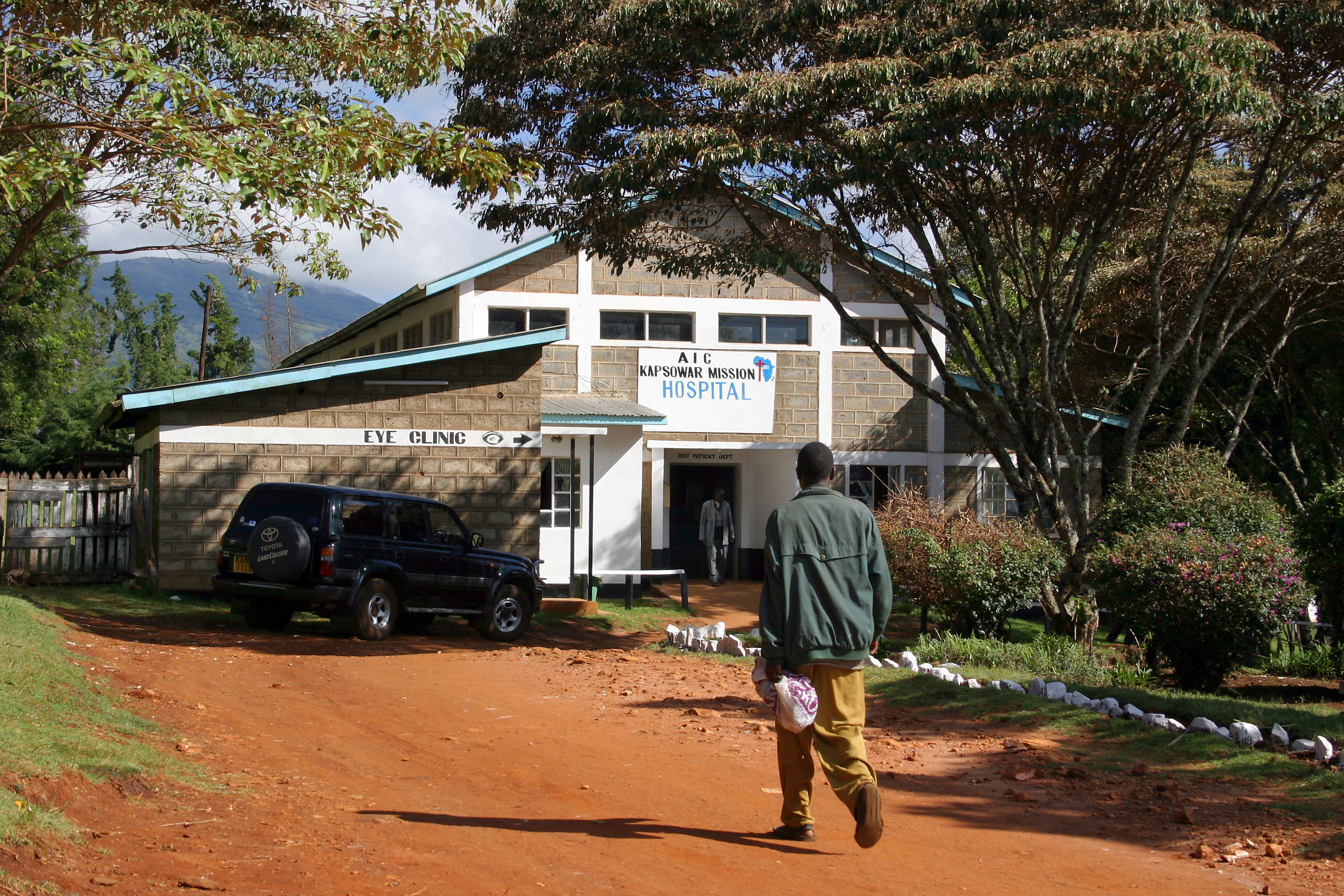
Kapsowars sjukhus.

Kapsowar var huvudort i distriktet Marakwet i provinsen Rift Valley i Kenya innan distrikten ändrades 2010. År 1999 hade staden 9 152 invånare.